# Tropidophorus baviensis
Tropidophorus baviensis är en ödleart som beskrevs av  Bourret 1939. Tropidophorus baviensis ingår i släktet Tropidophorus och familjen skinkar. Inga underarter finns listade i Catalogue of Life.